# Bestwinka

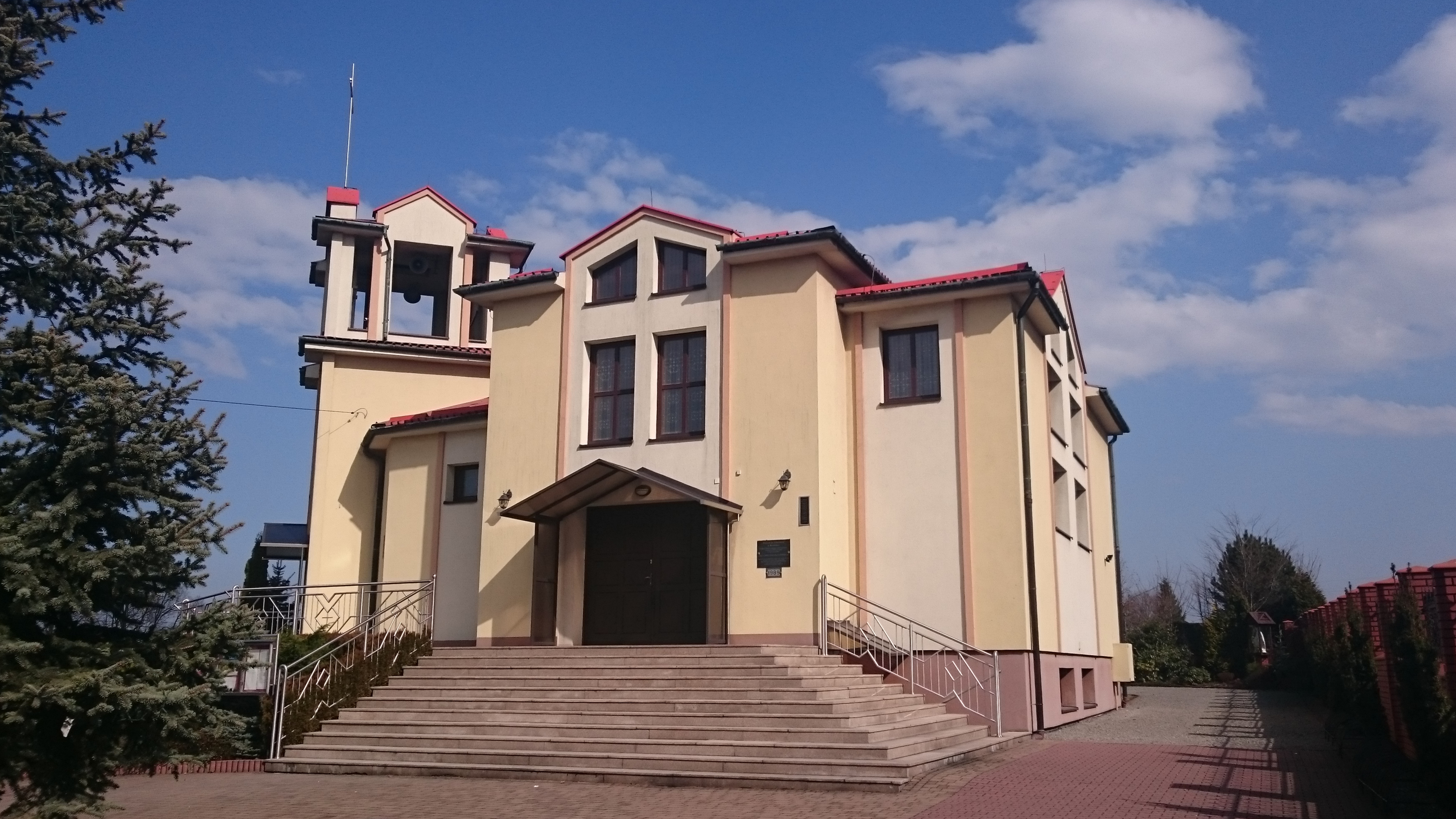
Katholische Kirche

Bestwinka ist eine Ortschaft mit einem Schulzenamt der Gemeinde Bestwina im Powiat Bielski der Woiwodschaft Schlesien in Polen.

## Geographie
Bestwinka liegt im Auschwitzer Becken (Kotlina Oświęcimska), etwa 15 km nordöstlich von Bielsko-Biała und 35 km südlich von Katowice im Powiat (Kreis) Bielsko-Biała.
Das Dorf hat eine Fläche von 455 ha.
Nachbarorte sind Kaniów im Nordwesten, Dankowice im Nordosten, Stara Wieś im Südosten sowie Bestwina im Süden.

## Geschichte
Der Ort wurde erstmals urkundlich als Bestwina Dolna (dt. Nieder Bestwin) erwähnt.
Bei der Ersten Teilung Polens kam Bestwinka 1772 zum neuen Königreich Galizien und Lodomerien des habsburgischen Kaiserreichs (ab 1804).
Nach der Aufhebung der Patrimonialherrschaften bildete es mit der Ortschaft Kaniów Bestwiński ab 1850 eine Gemeinde im Bezirk und Gerichtsbezirk Biała.
1918, nach dem Ende des Ersten Weltkriegs und dem Zusammenbruch der k.u.k. Monarchie, kam Bestwinka zu Polen. Unterbrochen wurde dies nur durch die Besetzung Polens durch die Wehrmacht im Zweiten Weltkrieg. Es gehörte dann zum Landkreis Bielitz im Regierungsbezirk Kattowitz in der Provinz Schlesien (seit 1941 Provinz Oberschlesien).
Von 1975 bis 1998 gehörte Bestwinka zur Woiwodschaft Katowice. Von 1977 bis 1982 gehörte es mit der Gemeinde Bestwina zur Stadt Czechowice-Dziedzice.
Eine römisch-katholische Pfarrei wurde im Jahre 1992 errichtet.

## Persönlichkeiten
- Zbigniew Pietrzykowski (1934–2014), polnischer Boxer
- Zygmunt Smalcerz (* 1941), polnischer Gewichtheber